# Литвяковский сельский совет (Лубенский район)
Литвяковский сельский совет (укр. Литвяківська сільська рада) — входит в состав
Лубенского района
Полтавской области
Украины.
Административный центр сельского совета находится в 
с. Литвяки.

## Населённые пункты совета
- с. Литвяки
- с. Покровское
- с. Червоные Пологи